# Stano Marček
Stano Marček, właśc. Stanislav Marček (ur. 5 stycznia 1953 w Martinie) – słowacki esperantysta, nauczyciel, wydawca, dziennikarz, członek Akademio de Esperanto.
W wieku dwunastu lat nauczył się języka esperanto. W 1977 roku uzyskał dyplom uprawniający do nauczania esperanto. W drugiej połowie lat 80. był managerem czechosłowackiego (a później słowackiego) zespołu rockowego Team. W 1989 roku ukazał się album Ora Team (znany też jako Team en Esperanto), na którym znalazły się piosenki z debiutanckiego albumu zespołu, przetłumaczone przez Marčka na język esperanto.
Był redaktorem takich czasopism jak: Esperantisto Slovaka (1985–1995), Esperantista Vegetarano (1982–1997), Heroldo de Esperanto (2000–2001), Esperanto (od 2002). W 2013 roku został redaktorem naczelnym czasopisma Juna Amiko.
W 2013 roku opublikował podręcznik Esperanto per rekta metodo (pol. Esperanto metodą bezpośrednią). Ponadto przetłumaczył na język słowacki książkę La Zamenhof-strato (pol. Ulica Zamenhofa) Romana Dobrzyńskiego.